# Volver (película de 1982)
 Volver es una película de Argentina filmada en Eastmancolor dirigida por David Lipszyc sobre el guion de Aída Bortnik que se estrenó el 5 de agosto de 1982 y que tuvo como actores principales a Héctor Alterio, Graciela Dufau,  Rodolfo Ranni y  Hugo Arana. Ricardo Wullicher colaboró con la supervisión del filme.
Durante el estreno de la película se suscitó una polémica entre la guionista Aída Bortnik y el director David Lipszyc cuando la primera hizo un comunicado diciendo que las modificaciones que había introducido el director "podría redundar en incoherencias argumentales".  Lipszyc contestó que la libretista, en caso de estar disconforme con el resultado final, tenía por contrato el derecho a retirar su nombre de los créditos, cosa que no hizo.

## Sinopsis
Durante los últimos años de la última dictadura cívico-militar argentina, un funcionario argentino de una empresa multinacional regresa a su país para cerrar la sucursal local, donde encuentra a su exnovia y a su mejor amigo.

## Reparto
Intervinieron en el filme los siguientes intérpretes:
- Héctor Alterio …Alfredo "Tano" Castelli
- Graciela Dufau …Beatriz
- Rodolfo Ranni …Chino
- Hugo Arana …Angel Ragucci
- Aldo Barbero …José
- Héctor Pellegrini …Lezcano
- María Rosa Gallo …Laura
- Aldo Braga …Daneri
- Raúl Serrano
- Vicky Olivares
- Isaac Jaimovici …Fisler
- Augusto Kretschmar
- Boris Rubaja
- Manuel Callau …Pablo Rivas
- Guillermo Battaglia …El mago (eliminado del corte final)
- Jorge Varas …Actor obra de teatro (no acreditado)
- Manuel Bello
- Ricardo Díaz
- Jorge Safatle
- Norberto Pagani
- Aldo Mayo
- María Fournery
- Vanina Andrés
- Chela Villanueva
- Ana Nisenson
- Alberto Cordella
- Fernando Cubero …Fotógrafo hotel (no acreditado)
- Claudio Daniel Minghetti …Periodista hotel (no acreditado)
- Ricardo Wullicher …Barman (no acreditado)

## Premios y nominaciones
Fue seleccionada en el Festival Internacional de Cine de Chicago de 1983 para competir por el premio a la mejor película.
En el Festival Internacional de Cine de La Habana de 1982 Graciela Dufau por su interpretación en ese filme fue galardonada con el premio a la mejor actriz en tanto David Lipszyc ganó el Premio Caracol.

## Banda sonora
La música de la película fue compuesta por el compositor de tango argentino Astor Piazzolla. Se editó un álbum llamado Volver en 1982, con la música de la misma. El tema "Siempre se Vuelve a Buenos Aires" fue cantado por José Ángel Trelles con letras de Eladia Blázquez.

## Comentarios
Carlos Arcidiácono en La Prensa escribió:

«La película se interna en un pozo de lamentaciones y reproches, cuando remontarse a una claridad polémica.»

La Nación opinó:

«Esa tumultuosa aglomeración obliga al esquematismo, conduce a lo discursivo, a lo superficial y termina, como un boomerang conspirando contra la veracidad buscada .»

Carlos Morelli en Clarín dijo:

«Resulta un film de actor, es decir, de Héctor Alterio.»

Manrupe y Portela escriben:

«…una de las primeras películas en hablar de la problemática del exilio. Un film característico dentro del cine de transición a la democracia con los aciertos y errores del caso: apertura temática y discursividad.»